# Basirpur
Basirpur – miasto w Pakistanie, w prowincji Pendżab. W 2017 roku liczyło 48 326 mieszkańców.